# Joe Manganiello
Joseph Michael Manganiello (/ˌmæŋɡəˈnɛloʊ/ MANG-ə-NEL-oh; phát âm tiếng Ý: [maŋɡaˈnjɛllo]; sinh ngày 28 tháng 12 năm 1976) là một diễn viên, đạo diễn, nhà sản xuất phim người Mỹ. Với vai Alcide Herveaux trong suốt năm mùa phim True Blood (đài HBO), anh được độc giả của Entertainment Weekly bình chọn là "Người sói trong văn hóa đại chúng được yêu thích nhất mọi thời đại" năm 2011. Joseph cũng từng nằm trong danh sách 100 người đàn ông có hình thể đẹp nhất của tạp chí Men's Health.

## Giải thưởng và đề cử
| Năm  | Giải thưởng        | Hạng mục                                           | Đối tượng đề cử                      | Kết quả   |
| ---- | ------------------ | -------------------------------------------------- | ------------------------------------ | --------- |
| 2011 | NewNowNext Awards  | 'Cause You're Hot                                  | True Blood                           | Đoạt giải |
| 2011 | Saturn Awards      | Best Guest Starring Role in Television             | True Blood                           | Đoạt giải |
| 2011 | Scream Awards      | Breakout Performance – Male                        | True Blood                           | Đoạt giải |
| 2012 | Teen Choice Awards | Choice Movie Breakout: Male                        | What To Expect When You're Expecting | Đề cử     |
| 2013 | MTV Movie Awards   | Best Musical Moment                                | Magic Mike                           | Đề cử     |
| 2014 | Maui Film Festival | Triple Threat Award (Directing, Producing, Acting) | La Bare                              | Đoạt giải |